# Campeonato Africano de Atletismo de 2012 - Salto com vara feminino
A prova do salto com vara feminino do Campeonato Africano de Atletismo de 2012 foi disputada no dia 28 de junho de 2012 no Estádio Charles de Gaulle em Porto Novo,  no Benim. 

## Recordes
Antes desta competição, os recordes mundiais e do campeonato nesta prova eram os seguintes:
|                       | Nome              | Nacionalidade | Altura  | Local   | Data                 |
| --------------------- | ----------------- | ------------- | ------- | ------- | -------------------- |
| Recorde mundial       | Yelena Isinbayeva | Rússia        | 5m 06cm | Zurique | 28 de agosto de 2009 |
| Recorde do campeonato | Syrine Balti      | Tunísia       | 4m 21cm | Bambous | 10 de agosto de 2006 |
| Recorde africano      | Elmarie Gerryts   | África do Sul | 4m 42cm | Wesel   | 12 de junho de 2000  |

## Medalhistas
| Ouro               | Prata                 | Bronze                                        |
| Syrine Balti (TUN) | Juanita Stander (RSA) | Dorra Mahfoudhi (TUN) · Jeannie Van Dyk (RSA) |

## Cronograma
Todos os horários são locais (UTC+1).
| Data        | Hora  | Evento |
| ----------- | ----- | ------ |
| 28 de junho | 15:30 | Final  |

## Resultado final
| Posição           | Atleta                | Nacionalidade   | 3.20 | 3.30 | 3.40 | 3.50 | 3.60 | 3.70 | 3.80 | 3.85 | 3.90 | 3.95 | 4.00 | Resultados | Notas |
| ----------------- | --------------------- | --------------- | ---- | ---- | ---- | ---- | ---- | ---- | ---- | ---- | ---- | ---- | ---- | ---------- | ----- |
| Medalha de ouro   | Syrine Balti          | Tunísia         | –    | –    | o    | –    | o    | –    | o    | –    | –    | –    | xxx  | 3.80       |       |
| Medalha de prata  | Juanita Stander       | África do Sul   | –    | o    | o    | xo   | xxx  |      |      |      |      |      |      | 3.50       |       |
| Medalha de bronze | Dorra Mahfoudhi       | Tunísia         | o    | –    | o    | xxx  |      |      |      |      |      |      |      | 3.40       |       |
| Medalha de bronze | Jeannie Van Dyk       | África do Sul   | –    | o    | o    | xxx  |      |      |      |      |      |      |      | 3.40       |       |
| 5                 | Fatoumata Gnacko      | Senegal         | o    | –    | xxx  |      |      |      |      |      |      |      |      | 3.20       |       |
| 5                 | Alima Sinaly Ouattara | Costa do Marfim | o    | xxx  |      |      |      |      |      |      |      |      |      | 3.20       |       |
| 07 !              | Deone Joubert         | África do Sul   | –    | xxx  |      |      |      |      |      |      |      |      |      | NM         |       |
| 07 !              | Nisrine Dinar         | Marrocos        | –    | –    | xxx  |      |      |      |      |      |      |      |      | NM         |       |

Legenda
| Recorde mundial       | Recorde mundial (World record)               |                       | Recorde africano                      | Recorde africano (African) |                                           | Q | Classificado por posição (Qualified) |
| Recorde do campeonato | Recorde do campeonato (Championship record)  | Recorde da América    | Recorde da América (Americas)         | q                          | Classificado por melhor tempo (Qualified) |   |                                      |
| Melhor marca do ano   | Melhor marca do ano (World leading)          | Recorde asiático      | Recorde asiático (Asian)              | DNS                        | Não largou (Did not start)                |   |                                      |
| Recorde nacional      | Recorde nacional (National record)           | Recorde europeu       | Recorde europeu (European)            | DNF                        | Não terminou (Did not finish)             |   |                                      |
| Recorde pessoal       | Recorde pessoal do atleta (Personal best)    | Recorde da Oceania    | Recorde da Oceania (Oceania)          | DSQ / DQ                   | Desclassificado (Disqualified)            |   |                                      |
| Recorde da temporada  | Recorde da temporada do atleta (Season best) | Recorde sul-americano | Recorde sul-americano (South America) | NM                         | Sem marca (No mark)                       |   |                                      |